# نیو بالانس
نیو بالانس، (به انگلیسی: New Balance) شرکت تولیدکنندهٔ پوشاک و کفش ورزشی آمریکائی است، این شرکت در سال ۱۹۰۶ با نام «New Balance Arch Support Company» بنیان‌گذاری شد و هم‌اکنون یکی از بزرگترین سازندگان کفش ورزشی در جهان است.
نیو بالانس از نشان «ساخت آمریکا» پشتیبانی می‌کند و کالاهای خود را با این نشان می‌سازد، همانگونه که کالاهای تولیدی در اروپا را با نشان «ساخت بریتانیا» پخش می‌کند. این شرکت به عرضه کالاهای گران‌قیمت‌تر از دیگران تمایل دارد و برای جبران کردن قیمت بالای کالاهای خود، آن‌ها را با ویژگی‌های بیشتری عرضه می‌کند.
نیو بالانس تا پیش از این در تولید کالاهای فوتبال با برند شرکت زیرمجموعهٔ خود واریور اسپورتس حضور داشت که تولیدکنندهٔ لباس باشگاه‌های مطرحی از جمله: لیورپول، سویا، پورتو.در فوریه ۲۰۱۵ نیو بالانس تصمیم گرفت که خود وارد بازار فوتبال شود و از همان فصل کیت این باشگاه‌ها توسط خود نیو بالانس تولید خواهد شد.